# Paul De Vlies
Paul Charles Ludwine Remi De Vlies (Leuven, 12 mei 1922 – aldaar, 15 december 2001) was een Belgisch politicus en arts.

## Levensloop
De Vlies promoveerde in 1948 tot doctor in de geneeskunde aan de Katholieke Universiteit Leuven en werd keel-, neus- en oorarts in het Heilig Hart-ziekenhuis in Leuven. Hij was ook baccalaureus in de tomistische wijsbegeerte.
Met uitzondering van de periode 1971-1974 toen hij als provinciaal senator in de Senaat zetelde, was hij van 1965 tot 1971 en van 1974 tot 1981 lid van de Kamer van volksvertegenwoordigers voor de Christelijke Volkspartij (CVP), als verkozene van het arrondissement Leuven. In de periode december 1971-oktober 1980 zetelde hij als gevolg van het toen bestaande dubbelmandaat ook in de Cultuurraad voor de Nederlandse Cultuurgemeenschap, die op 7 december 1971 werd geïnstalleerd. Vanaf 21 oktober 1980 tot november 1981 was hij tevens korte tijd lid van de Vlaamse Raad, de opvolger van de Cultuurraad en de voorloper van het huidige Vlaams Parlement. Van 1980 tot 1988 was hij gemeenteraadslid van Leuven, steeds als fractievoorzitter. 
In 1969 was hij de eerste parlementariër die een wetsvoorstel indiende voor de oprichting van de provincie Vlaams-Brabant.
De Vlies was de zoon van Petrus Aloïsius Devlies en Anna Van Hove uit Moorsele. Hij huwde met Yolande Caudron (1922-2024) en werd de vader van politicus Carl Devlies, die eerste schepen van de stad Leuven werd en federaal staatssecretaris. Als geneesheer had hij vooral belangstelling in diverse medische vraagstukken in het parlement. Hij specialiseerde zich tevens in defensie.
De Vlies overleed op 79-jarige leeftijd en werd begraven in de familiegrafkelder op het kerkhof van de abdij van Vlierbeek na een begrafenisplechtigheid in de collegiale Sint-Pieterskerk van Leuven.